# Medlem
Et medlem er en person, der tilhører en bestemt gruppe. Det bruges især om personer, der har tilsluttet sig en forening, men kan også dække over brugere i et internetforum, personer der er med i musikgrupper eller valgt til et parlament, råd, udvalg eller lignende. Desuden er alle er medlemmer af deres familie og samfundet. I foreninger kaldes det at være medlem også for et medlemskab.

## Foreninger
Et medlemskab af en forening medfører både rettigheder og pligter. Rettighederne kan omfatte adgang til arrangementer og rabatordninger, ligesom mange foreninger udgiver medlemsblade. Pligterne omfatter typisk betaling af et årligt kontingent. Nok så vigtig er dog, at man som medlem har stemmeret på foreningens generalforsamling og kan blive valgt til bestyrelsen eller andre tillidsposter. Derudover er mange foreninger aktive indenfor bestemte områder, og hvor det at være aktiv kræver, at man er medlem af foreningen.
De fleste foreninger ønsker at få flere medlemmer, eller i det mindste at medlemstallet ikke falder. Dels for at kunne fortsætte og udbygge foreningens aktiviteter, og dels for at erstatte dem, der af forskellige årsager ophører med at være medlemmer. Derfor arbejder foreningerne løbende med at udbrede kendskabet til sig selv og rekruttere nye medlemmer. Når folk så vælger at blive medlem, kan det være fordi, de er interesserede i medlemsfordele og -blad, og/eller fordi de gerne vil støtte foreningens sag. Modsat findes der dog også lukkede foreninger, der normalt ikke optager nye medlemmer.
En del foreninger skelner mellem aktive og passive medlemmer. De aktive medlemmer er dem, der er involveret i foreningens arbejde, mens de passive normalt ikke gør andet end at betale kontingent. Afhængig af foreningen kan det betyde forskelle på størrelsen på kontingentet og hvilke rettigheder man har. En række foreninger opererer desuden med begrebet æresmedlemmer, der udnævnes af bestyrelsen eller generalforsamlingen. Det er enkelte medlemmer, der har gjort sig særligt fortjent, og som man gerne vil hædre. Æresmedlemmer betaler normalt ikke kontingent, men hvad de ellers har af rettigheder og pligter afhænger af den enkelte forening.